# Tomo Šalić
Tomo Šalić (Vrbica, 27. svibnja 1935.), hrvatski povjesničar.

## Životopis
Rođen je u 1935. godine u Vrbici kod Đakova. Završio je studij hrvatskoga jezika i povijesti na Pedagoškoj akademiji u Osijeku i studij pedagogije na Filozofskom fakultetu Sveučilišta u Zagrebu. Područja stručnog i znanstvenog rada su mu pedagogija, povijest, jezikoslovlje i kultura. Bio je dopisnik Hrvatskog tjednika (1971.). 1990. godine sudjelovao je u obnavljanju Ogranka Matice hrvatske Vinkovci te niz godina bio potpredsjednik ili tajnik, vodio dopisivanje, osnovao knjižnicu i dokumentaciju, uređivao zbornik Godišnjak (od 1991. do 1995.), uredio dvije monografije, likovno i grafički uređivao knjige u bibliotekama Ravnica i Udio Slavonije u hrvatskoj književnosti i kulturi, pripremao stručne skupove (obljetnica P. Zrinskog i F. K. Frankopana, jubileji J. J. Strossmayera, Slavka Jankovića, 150. obljetnica Matice hrvatske), koncerte za prognanike (1992. i 1993.), izložbe (Plemićke obitelji Zrinskih i Frankopana, Sačuvano narodno blago okupiranih sela, 150. obljetnica MH, Sjećanje na Vukovar i dr.), književne večeri, promocije itd. U kulturno-informativnom centru Privlačica Privlaka od 1980. do 1991. bio član uredništva edicije Dukat, te uredio knjige: Ivan Jemrić Rus, Trefilo se Šokcu i Ladislav Szrenyi, Opis Srijema. Od 15.10.1991. do konca travnja 1992. radio kao dragovoljac u Odboru za promotivne akcije Vinkovci u ratu Kriznog štaba Općine Vinkovci. Bio jedan od priređivača izložbe o stradanju Vinkovaca u Muzeju grada Zagreba (studeni, 1991.) i koautor ratne fotomonografije Croatia, Vinkovci -Slike rata (1992.), radio na pripremi fotodokumentacije, tiskovina i dr. Likovno i grafički uredio monografiju Pedeset godina Osnovne glazbene škole Josipa Runjanina Vinkovci (1998.).
Dobitnik je Zlatne medalje za rad u profesionalnoj orijentaciji i Nagrade
Matice hrvatske Ivan Kukuljević Sakcinski za 1999. godinu za knjigu Vinkovački
šokački rodovi.

## Djela

### Publicistika
Vrbica u Đakovštini, 1330 -1990 (1990.)
Vinkovački šokački rodovi (1999.)
Židovi u Vinkovcima i okolici (2002.)
Vinkovački leksikon (2007.)